# Suren Harutiunian
Suren Harutiunian (Arutiunian) (ur. 5 września 1939 w Tbilisi, zm. 1 marca 2019) – ormiański polityk komunistyczny, w latach 1988–1990 pierwszy sekretarz KC Komunistycznej Partii Armeńskiej SRR, następnie rosyjski i ormiański dyplomata.

## Życiorys
W wieku siedmiu lat przeprowadził się razem z całą rodziną do Erywania. Jako piętnastolatek wstąpił do Komsomołu, zaś od 1962 był etatowym pracownikiem tejże organizacji, w jej strukturach na terenie Armeńskiej SRR. W latach 1965–1967 był jej drugim sekretarzem, od 1967 do 1970 – sekretarzem, zaś od 1970 do 1978 – I sekretarzem Komsomołu w Armeńskiej SRR. Od 1967 działał w Komunistycznej Partii Armenii.
Od 1978 do 1986 kierował sekcją propagandową Komitetu Centralnego Komunistycznej Partii Armenii. Następnie przez dwa lata pełnił funkcję wicepremiera Armeńskiej SRR, a w latach 1988–1990 był I sekretarzem KC Komunistycznej Partii Armenii. Jako I sekretarz tolerował rozwijanie się w Armenii ugrupowań nacjonalistycznych i wysuwanie przez nie coraz bardziej radykalnych żądań w kwestii polityki narodowościowej, co prowadziło do eskalacji konfliktu ormiańsko-azerskiego.
Równocześnie od 1989 do 1990 należał do Komitetu Centralnego KPZR.
Od 1991 do 1993 był konsulem generalnym Federacji Rosyjskiej w Casablance. Od 1993 do 1999 był pracownikiem ministerstwa spraw zagranicznych Rosji. W latach 1999–2006 był ambasadorem niepodległej Armenii na Białorusi, reprezentował także Armenię we Wspólnocie Niepodległych Państw.